# Upplands runinskrifter 512
Upplands runinskrifter 512 är en runsten som nu står i Stortjäran, Fasterna socken och Norrtälje kommun i Uppland.

## Stenen
Stenen som ristades kring år 1000 efter Kristi födelse består nu av tre, med cement hopfogade delar. När runorna avlästes första gången fanns bara en del, den nedre delen av ristningen. Den nedre tredjedelen av runstenen påträffades 1871. Rotpartiet av runstenen restes 1942. Två förlorade fragment upptäcktes 1948. Fragmenten flyttades till rotpartiet och runstenen lagades 1952. En mindre bit saknas fortfarande. 
De två övre delarna hittades på botten av Skedviken tre kilometer norr om stenen. De låg nedanför ett brant stup och så otillgängligt, att de inte kunde fraktas till Stortjäran förrän transporten kunde ske vintertid med släde på isen.
Förbi det ställe där rotpartiet påträffades gick vägen mellan Uppsala och kusten. Även en viktig segelled passerade. Runstenar restes ofta i anslutning till kommunikationsnätet, varför denna plats var mycket väl vald. Ordet brygga i texten antyder kanske att stenen stått vid en omlastningbrygga.
Stenens material är grå, finkornig granit och dess framsida är delvis täckt av ett tunt lager hård, vit kvarts. Den är 2,5 meter hög, 0,8 meter bred och 0,2-0,3 meter tjock. Runhöjden är 6-8 centimeter. Runslingan består av fyra parallella rader på framsidan och en på nordvästra sidan, samt ett kors upptill. Texten är svårläst på grund av grovkristallinisk bergart och vittrande målning. Runstenen är stöttad med en järnbalk på sin norra sida.

## Inskriften
Runsvenska: fryb ... bryku x suniR x at x faþuR ... [r]uþur x sin x x kuþ ...
Normaliserad: Frøyb... ok Fr... ...ƒiðr, þæiR ræistu stæin þenna æƒtiR Guðmar, ƒaður sinn goðan, ok Tumma, broður sinn. Guð ...i and þæiRa ok salu ok ...oðiR bætr þan þæir gært hafa. Her skal standa stæin viðr bryggiu. Synir at ƒaður sattu goðan. GæiR... merki at boanda ...
Nusvenska: Fröbjörn ... och Frö... och ...-finn, de reste denna sten efter Gudmar, sin gode far, och Tumme, sin bror. Gud och Guds moder hjälpe deras ande och själ bättre än de har gjort sig förtjänta av. Här skall stånda stenen vid bryggan. Söner efter fadern satte, den gode. Ger... märke efter sin man.  

## Fler bilder

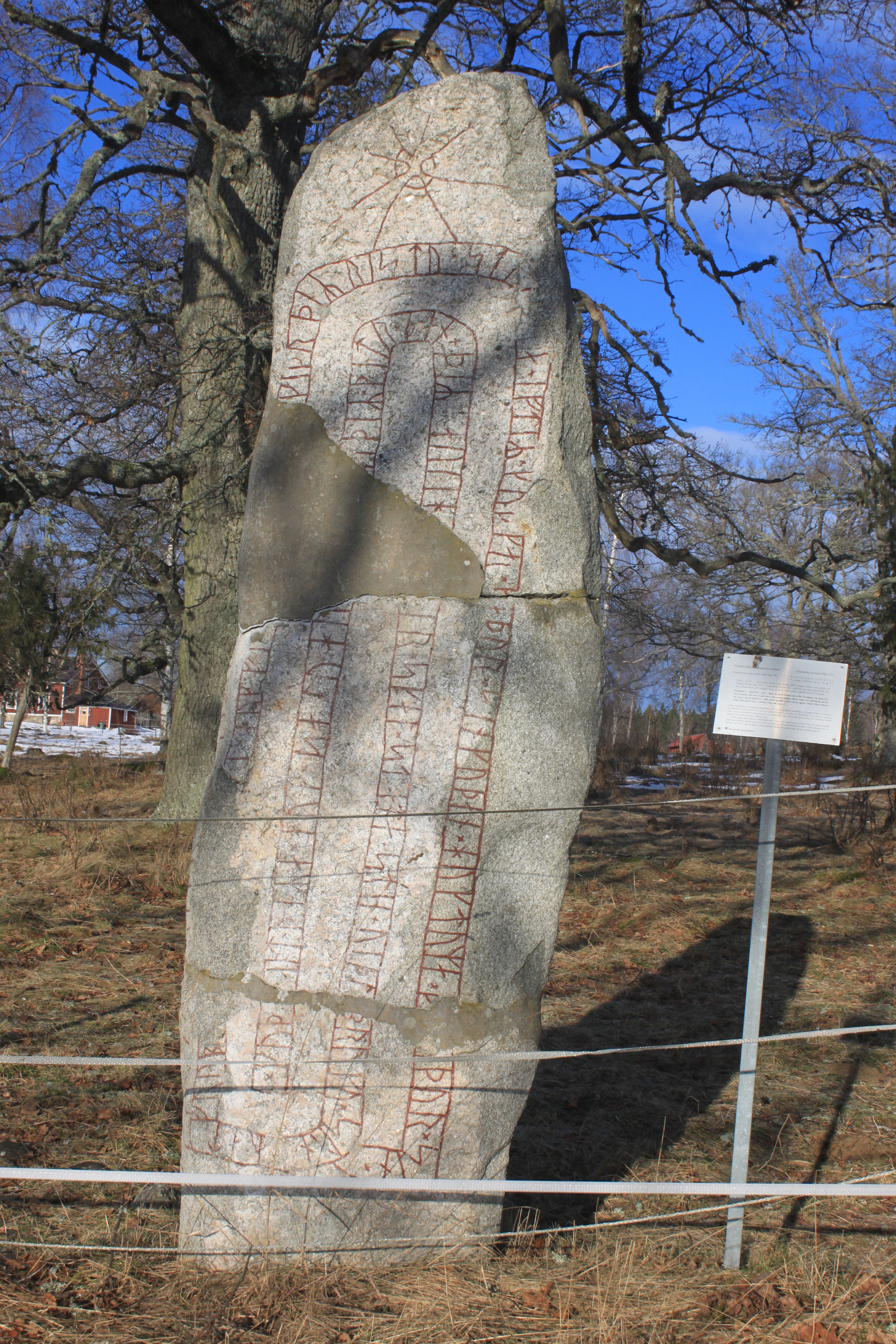
U 512 med skylt.
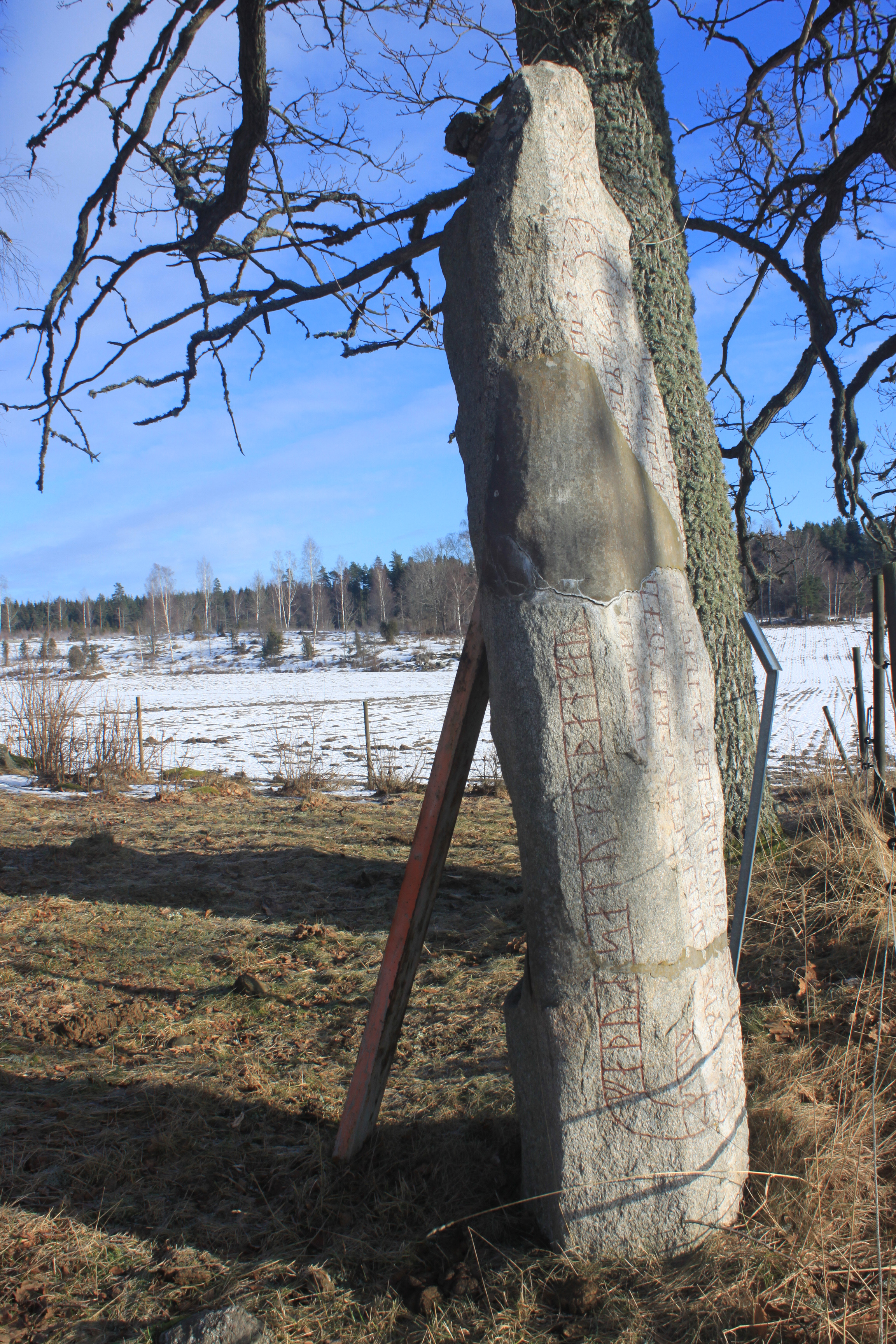
Ena sidan av U 512.
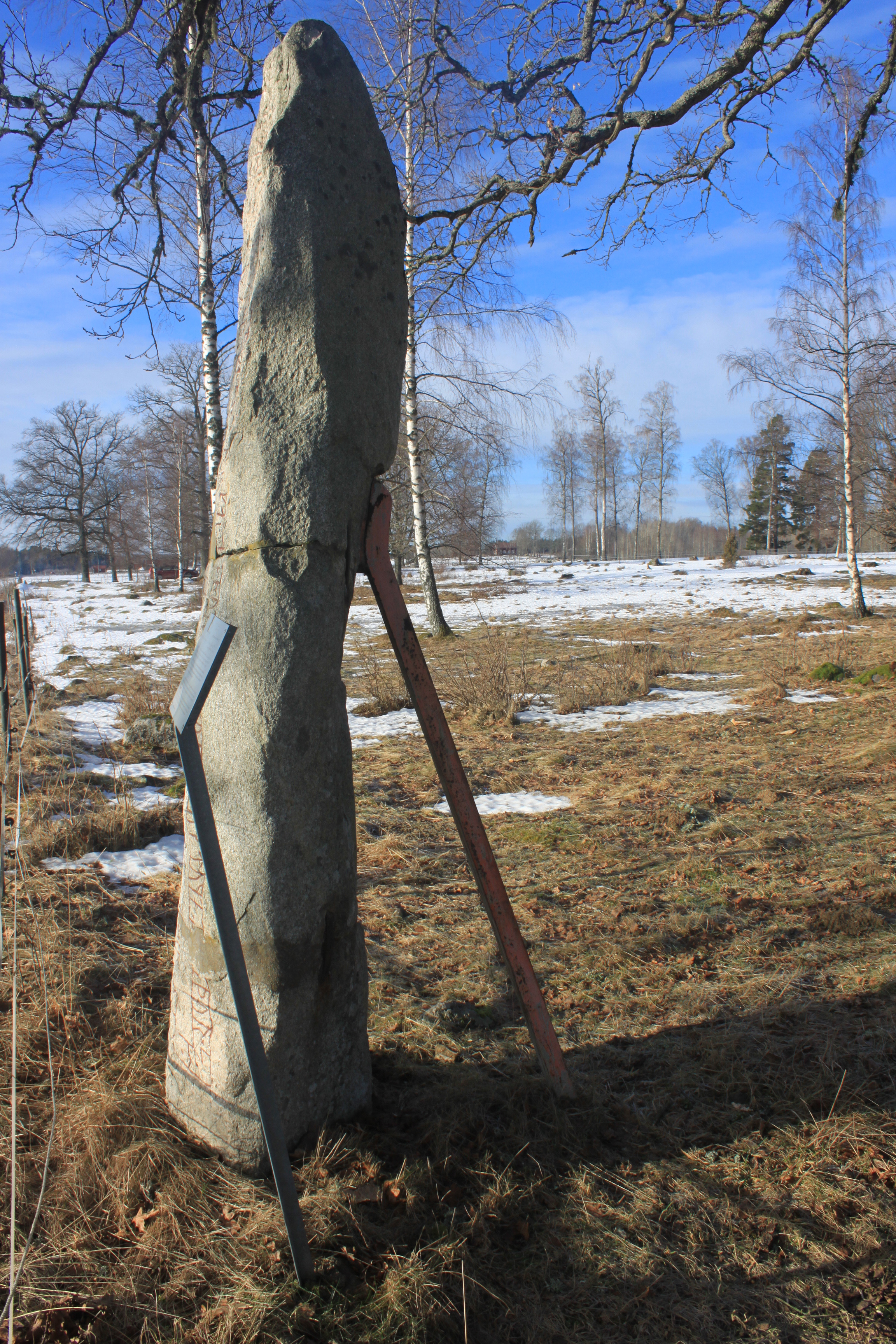
Andra sidan av U 512.